# Siempre contigo (álbum de Lucero)
Siempre contigo es el decimosegundo álbum de estudio de la cantante y actriz mexicana Lucero. Fue lanzado al mercado en noviembre de 1994 y vendió 500 000 copias solo en México[cita requerida] y en los Estados Unidos 10 000 copias en total,[cita requerida] llegando al puesto número 15 en la lista Billboard Hot Latin Songs.
Este fue el tercer material discográfico escrito y producido por el maestro Rafael Pérez Botija para Lucero convirtiéndose en un nuevo éxito para ambos. Se produjo y se grabó un tema más para ser incluido en el álbum llamado "Un mundo sin amor", pero no se incluyó debido a que este álbum se trataba sobre el amor victorioso, por lo tanto, la canción no fue incluida.  En una entrevista, Lucero comentó a la revista mexicana Eres que estaba muy orgullosa de este álbum ya que tenía algo para todo tipo de edades, y era un álbum que se podía escuchar en todos los hogares para toda la familia.

## Promoción
El primer sencillo que se seleccionó para promoción de este materia discográfico es la canción que da nombre al álbum "Siempre contigo", alcanzando el número 1 en listas de popularidad en México y países de Latinoamérica;[cita requerida] además alcanzó el número 4 en sencillo de Billboard de Estados Unidos. [cita requerida]
El segundo sencillo fue "Quién soy yo" y en el momento del lanzamiento del tercer sencillo "Palabras" se posicionó 5 semanas en la cima de las listas de popularidad en México.[cita requerida] También se tomaron un cuarto, un quinto y un sexto sencillo del álbum: "Como perro al sol", "Volvamos a empezar" y "Te extraño tanto".[cita requerida]
A finales de abril de 1995, la compañía discográfica Melody, comienza a gestionar un proyecto para acercar el Bolero a una población más joven; a través de temas del maestro Jorge Avendaño, comenzó la grabación de un CD con 9 temas interpretados por cantantes que estaban vigentes en el público juvenil.  Lucero es invitada para participar en el proyecto e interpretar uno de estos temas: "La duda".  El álbum Boleros: Por amor y desamor es lanzando en junio de 1995 convirtiéndose en un éxito donde la mayoría de los temas se vuelven un éxito en la radio y televisión.[cita requerida]
En agosto de 1995, Lucero es invitada por Manuel Mijares para interpretar un tema musical para su proyecto musical en vivo Akustic; interpretando en conjunto el tema "Cuatro veces amor" el cual se convirtió en un éxito en radio y televisión.   Este concierto se grabó el 9 de agosto y se editó un álbum denominado El encuentro; desde entonces los dos cantantes comienzan un romance que terminó en una boda en 1997.
A mediados del año de 1995, Lucero junto con el actor venezolano-americano Luis José Santander entran a los set de grabación en Televisa para iniciar el rodaje de la telenovela 'Lazos de amor'; producida por Carla Estrada; en octubre se estrena convirtiéndose en un éxito debido a la temática de tres hermanas trillizas separadas en un accidente.  Tanto la telenovela como el tema principal del mismo nombre que interpreta Lucero, son un éxito que duró todo el resto de 1995 e inicios de 1996.[cita requerida]
Una vez terminada la filmación de la novela, Lucero se embarca en una gira para continuar con la promoción del álbum por las ciudades principales de México, Centro y Sudamérica; la gira también la llevó a algunas ciudades de Estados Unidos presentándose en el Anfiteatro Universal de Hollywood.  Para finalizarla, y además celebrar 15 años dentro del mundo de la música; la cantante se presenta en el Auditorio Nacional en Ciudad de México con llenos totales.

## Lista de canciones
Todos los temas son compuestos por el español Rafael Pérez Botija.

| Siempre contigo |                      |          |  |
| N.º             | Título               | Duración |  |
| 1.              | «Volvamos a empezar» | 3:43     |  |
| 2.              | «Como perro al sol»  | 3:34     |  |
| 3.              | «24 horas»           | 3:58     |  |
| 4.              | «¿Quién soy yo?»     | 4:03     |  |
| 5.              | «Alguien»            | 3:22     |  |
| 6.              | «Te extraño tanto»   | 4:13     |  |
| 7.              | «Palabras»           | 4:33     |  |
| 8.              | «Déjame ir»          | 4:37     |  |
| 9.              | «Regresar»           | 4:50     |  |
| 10.             | «Fotografíame»       | 3:59     |  |
| 11.             | «Siempre contigo»    | 4:11     |  |
| 45:08           |                      |          |  |

## Créditos de realización
- Arreglos, piano, teclados y programación: Rafael Pérez Botija
- Ingenieros de grabación: Carlos Nieto, Ray Pyle, Javier Vacas, Juraj Durovic.
- Mezclas: Kirios Studios por Carlos Nieto
- Masterización: Steve Marcussen
- Bajo: Neil Stubenhaus
- Batería: Mike Bayrd
- Guitarras: Tim Pierce, José Antonio Barrera, René Toledo
- Metales: Ed Calles
- Saxofón: Tony Concepción
- Trompeta: Jim Hacker
- Cuerdas: Orquesta Filarmónica de Praga; Director: Mario Klemens.
- Todas las voces: Lucero
- Grabado en: Criteria Studios (Miami), Record One (LA) Smecky (Praga), Kirios (Madrid)
- Fotografía: Adolfo Pérez Butrón
- Vestuario: Frattina